# Рудник Кортевекк'я
Рудник Кортевекк'я (Cortevecchia) – колишня дрібна копальня у італійському регіоні Тоскана, дещо більш ніж за шість десятків кілометрів на південний схід від Сієни.
Копальня Кортевекк'я, також відома як Мандріоні, Ріпаччі (Ripacci) та Челлена (Cellena), відносилась до гірничодобувного регіону вулкану Монте-Аміата з його численними копальнями ртутної руди (набільшими з них були Аббадія-Сан-Сальваторе та Сієле). Вона почала роботу в 1898 році як належна компанії Santa Fiora Mercury Mines, а в 1907-му перейшла до компанії Monte Amiata S.A.p.Az., що знаходилась під контролем Banca Commerciale. Руда проходила переробку на належному до копальні власному плавильному заводі.
Вже у 1911-му розробка родовища припинилась, хоча Monte Amiata зберігала права на гірничий відвід аж до 1971 року. Починаючи з 1955-го в Кортевекк'я провадились певні геологорозвідувальні роботи, проте рудник так ніколи і не повернувся до повноцінної роботи.